# ちゃっきり節
『ちゃっきり節』（ちゃっきりぶし）は、北原白秋作詞、町田嘉章作曲の歌曲。「茶切節」ないし「茶切ぶし」「ちゃっきりぶし」と表記される場合もある。古くからある伝統的な駿河民謡と誤認されることもあるが、昭和に入ってから作られた新民謡のひとつである。
歌は30節まであり、静岡市を中心とした静岡県中部の地名・方言がふんだんに盛り込まれている。毎年春に静岡県内の会場で「ちゃっきり節日本一全国大会」が行われる。

## 由来

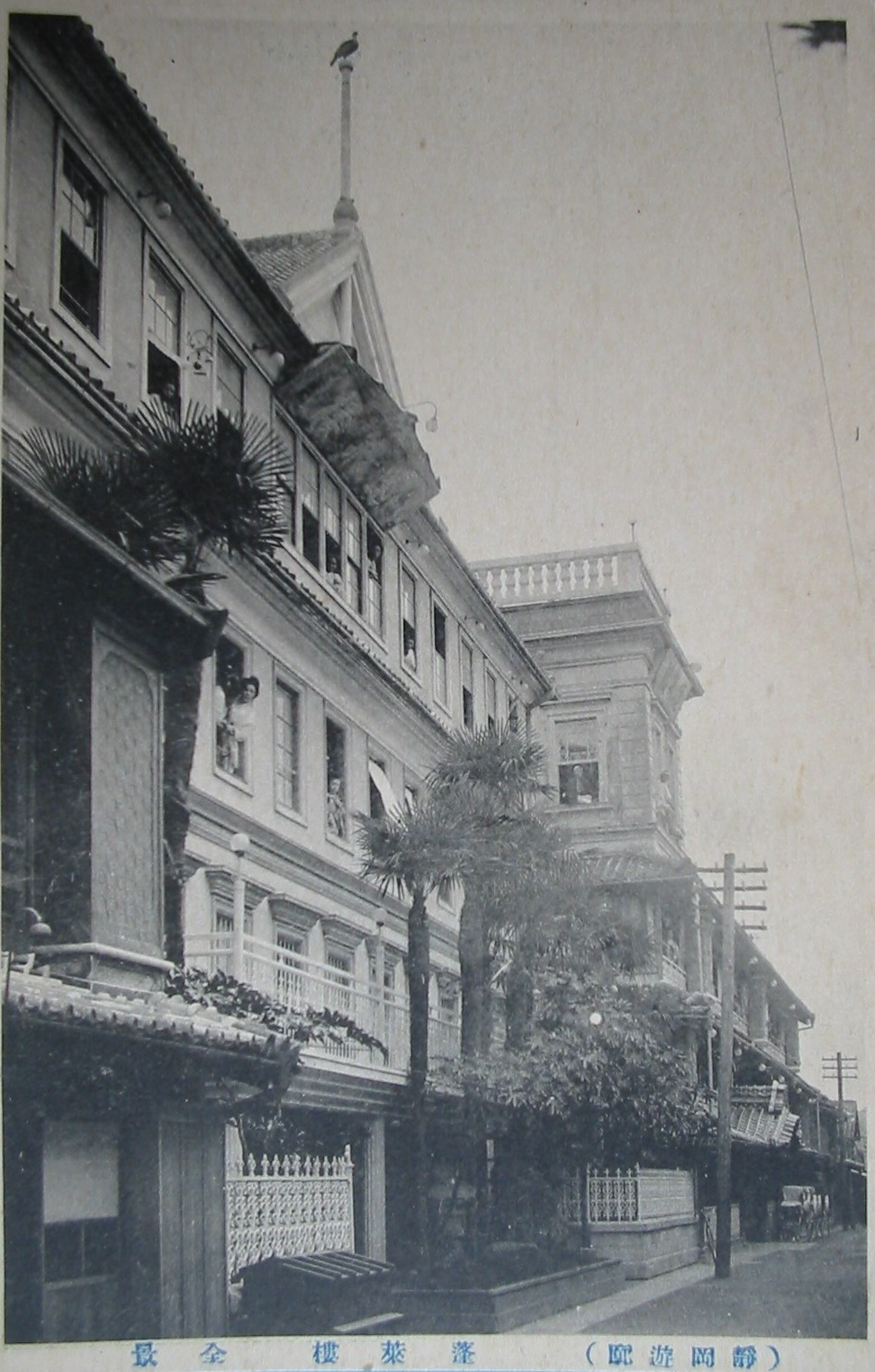
白秋が滞在した蓬萊楼（大正後期頃）

1927年（昭和2年）、静岡市近郊に開園した狐ヶ崎遊園地（後の狐ヶ崎ヤングランド。1993年閉園）のコマーシャルソングとして、静岡電気鉄道（静岡電鉄。現在の静岡鉄道）の依頼によって制作された。
大正時代から昭和時代初期にかけては、地域おこしや観光宣伝のため、旧来からの民謡を広く紹介し、あるいはPRソングとして民謡風の新曲を作るなどの動きが日本の各地で見られた。「ちゃっきり節」もその一つである。
静岡電鉄は当時すでに名のある詩人であった北原白秋に懇請して作詞を引き受けさせたが、取材のため静岡を訪れた白秋は、二丁町遊廓（花柳地）の蓬萊楼で芸者遊びを続け、一向に詩作に取りかかろうとしなかった。豪遊続きの長逗留に静岡電鉄側が作詞依頼の取り下げも検討し始めた頃、芸者の方言によるふとした一言にインスピレーションを得て、白秋は30節まである長大な歌詞を書き上げたという。
作曲者の町田嘉章は邦楽作曲家で民謡の研究家でもあるが、白秋の知人であったことからその推挙により「ちゃっきり節」の作曲を引き受けることになった。
この曲は1927年11月25日に狐ヶ崎遊園地を会場として、同時に白秋・嘉章のコンビによって作られた「狐音頭」「新駿河節」と共に、地元芸妓衆の歌・踊りによって発表された。
翌1928年1月にはラジオ放送され、レコードも作られた。日蓄から発売された「狐音頭」「ちゃっきり節」「新駿河節」を収録したレコードは約1万枚が売れたとされるが、地元静岡や、静岡系の芸妓が多く入っていた東京の花柳界などで歌われる程度であった。「会津磐梯山」や「木曽節」などの民謡のごとく、全国的に知られるようになったのは、芸妓から歌手に転身した市丸が1931年にレコードに吹き込み、翌1932年にヒットして以後である。
戦後、1957年の静岡国体の開会式でマスゲームに用いられたことをきっかけに、この曲は再び注目を集め、翌1958年のアジア競技大会でもマスゲームに用いられた。また1973年には、NHKの『みんなのうた』でも取り上げられた。

## 詞と曲の特徴
「唄はちゃっきり節」の歌い出しで知られ、全国的に知名度の高い曲であるが、実は唄・三味線とも非常に難曲である。
作曲の町田は長唄の名取であり、また民謡のみならずあらゆる邦楽に精通していたため、三味線の手付けも古典の手が多く取り入れられており、「ちゃっきり ちゃっきり ちゃっきりよ」の歌詞に続く合の手（演奏のみの部分）は普通の民謡には見られない曲の形式である。
白秋の歌詞には、逗留先の旅館で地元の芸者が窓から外を見て発したひとこと「蛙が鳴いているから（明日は）雨だろうね」という意味の方言「蛙が啼くんて 雨ずらよ」が取り入れられている。このフレーズを甚く気に入った白秋は、各コーラス共通の囃し詞として用いている。

## 歌詞の誤り
本来の歌詞は「蛙が啼くんて」という方言であるが、この曲をヒットさせた市丸が、レコード化する際に「啼くんで」と標準語風に濁音で歌ったため、現在でも誤った歌詞のまま歌われることが多い。ただ、市丸は正しい歌詞を知った後の再レコーディングでも濁音のまま歌っていることから、何かしらのこだわりを持っている可能性も否定できない。白秋自身も「『啼くんて』が正しい」と言明している。

## 派生
宮川泰の編曲により「チャッキリ、チャ・チャ・チャ」としてデュオ歌手ザ・ピーナッツが歌唱していた。ザ・ピーナッツは、1962年公開の主演映画『私と私』（監督：杉江敏男）で、伊藤エミがハナ肇とクレージーキャッツと共に歌っていた。また、クレージーの一人・植木等は、1966年公開の『クレージーの無責任清水港』（監督：坪島孝）内で本曲を歌唱、そしてその続編的作品『クレージーの殴り込み清水港』（1970年、監督：坪島孝）では、オープニングテーマに本曲を使用した。
トリオ漫才ちゃっきり娘はちゃっきり節を基調とした芸で一時代を築く。
地元テレビ静岡も、インストルメンタルとしてクロージングに採用していた時期がある。このときは出だし以外はボサノバ風にアレンジされていた。
2016年11月、静岡鉄道が自社発行のICカード「LuLuCa」の電子マネー決済音に「ちゃっきり♪」を採用した。

## みんなのうた
『みんなのうた』では、1973年4月 - 5月に紹介（内幸町時代）。『お国めぐりシリーズ』の第25弾。歌は弘田三枝子とザ・シャデラックス。なお弘田は『みんなのうた』草創期から歌っていたが、2020年に死去、本作が最後の出演となった。編曲は石丸寛。映像では静岡の茶畑を中心に、当時の静岡の風景が映し出されていた。再放送は1975年4月 - 5月のみ。
この結果、原則としてコマーシャルを放送しないNHKがCMソングを放送したような格好となっている。同様のことが「フニクリ・フニクラ（登山電車）」にも言えるが、こちらは放送時点で題材のヴェズヴィアナ鋼索線は廃業済みであった。